# Флаг Марьинского района
Флаг Марьинского района — официальный символ Марьинского района Донецкой области, утверждённый 16 октября 2003 года решением №4/8-4 сессии Марьинского районного совета.

## Описание
Флаг представляет собой прямоугольное полотнище с соотношением ширины к длине 2:3 и состоит из трёх горизонтальных полос голубого, жёлтого и зелёного цветов, разделённых волнообразно с соотношением 8:1:7. У верхнего древкового угла расположен герб района.
Герб района имеет вид геральдического щита, скошенного слева лазурным и зелёным с золотой перевязью слева в виде молнии. В первой части размещено золотой копьё с красным флажком и золотая подкова. Во второй части находятся золотые монеты и лучи, выходящие вниз, и золотой колос, который переходит в буханку хлеба.